# بانیاسکو
بانیاسکو (به ایتالیایی: Bagnasco) یک کومونه در ایتالیا است که در استان کونیو واقع شده‌است.

## خصوصیات
بانیاسکو ۳۱٫۱ کیلومترمربع مساحت و ۱٬۰۴۳ نفر جمعیت دارد و ۴۸۳ متر بالاتر از سطح دریا واقع شده‌است.